# Снелревард
Снелревард (нід. Snelrewaard) — селище в нідерландській провінції Утрехт. Входить до муніципалітету Аудеватер. Частина його території належить до сусіднього муніципалітету Монтфорт.
Його площа становить 9,72 км², а населення станом на 2021 рік складало 780 осіб.
До 1989 року мало статус окремого муніципалітету.

## Галерея

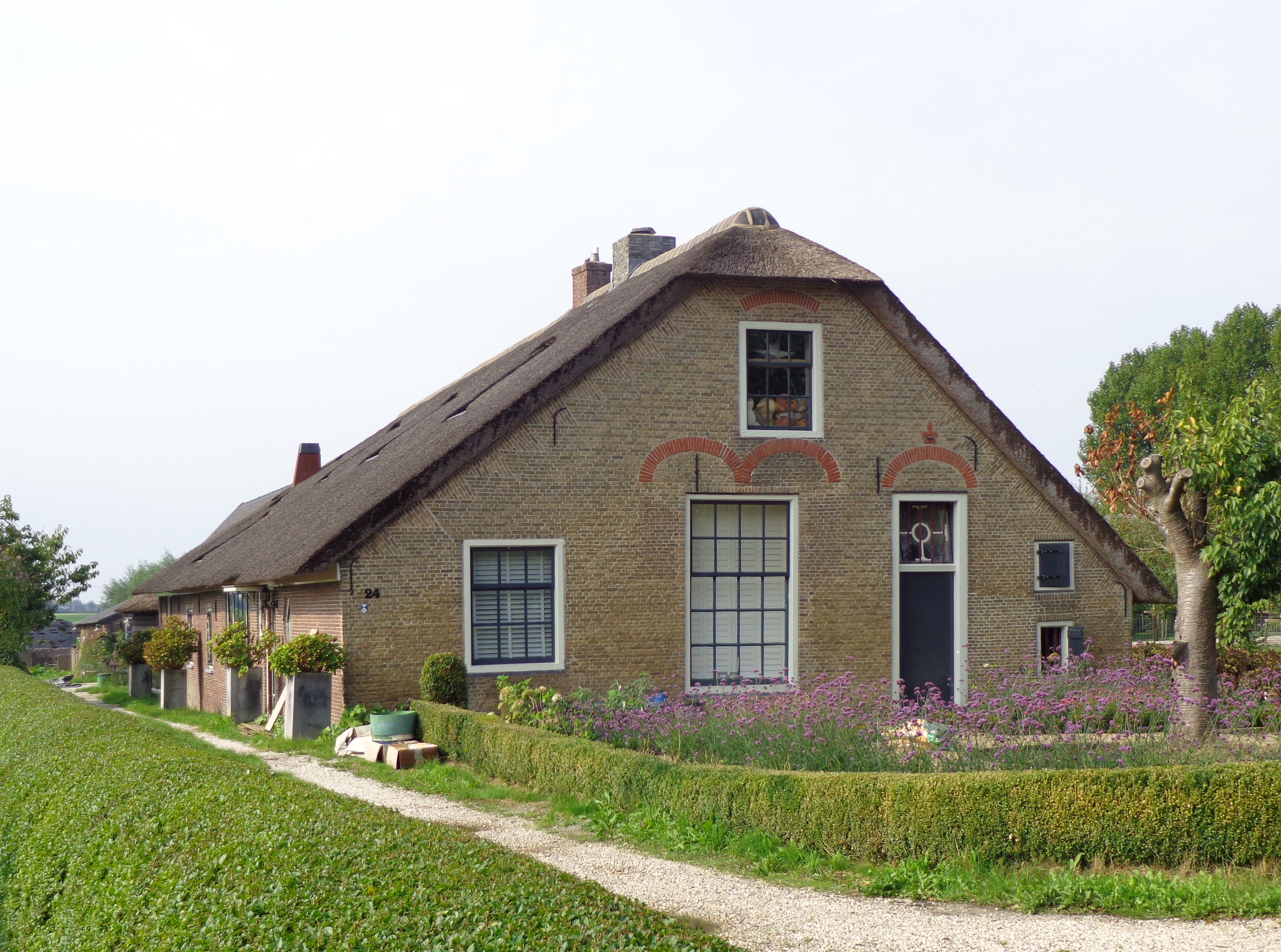
Ферма у Снелреварді
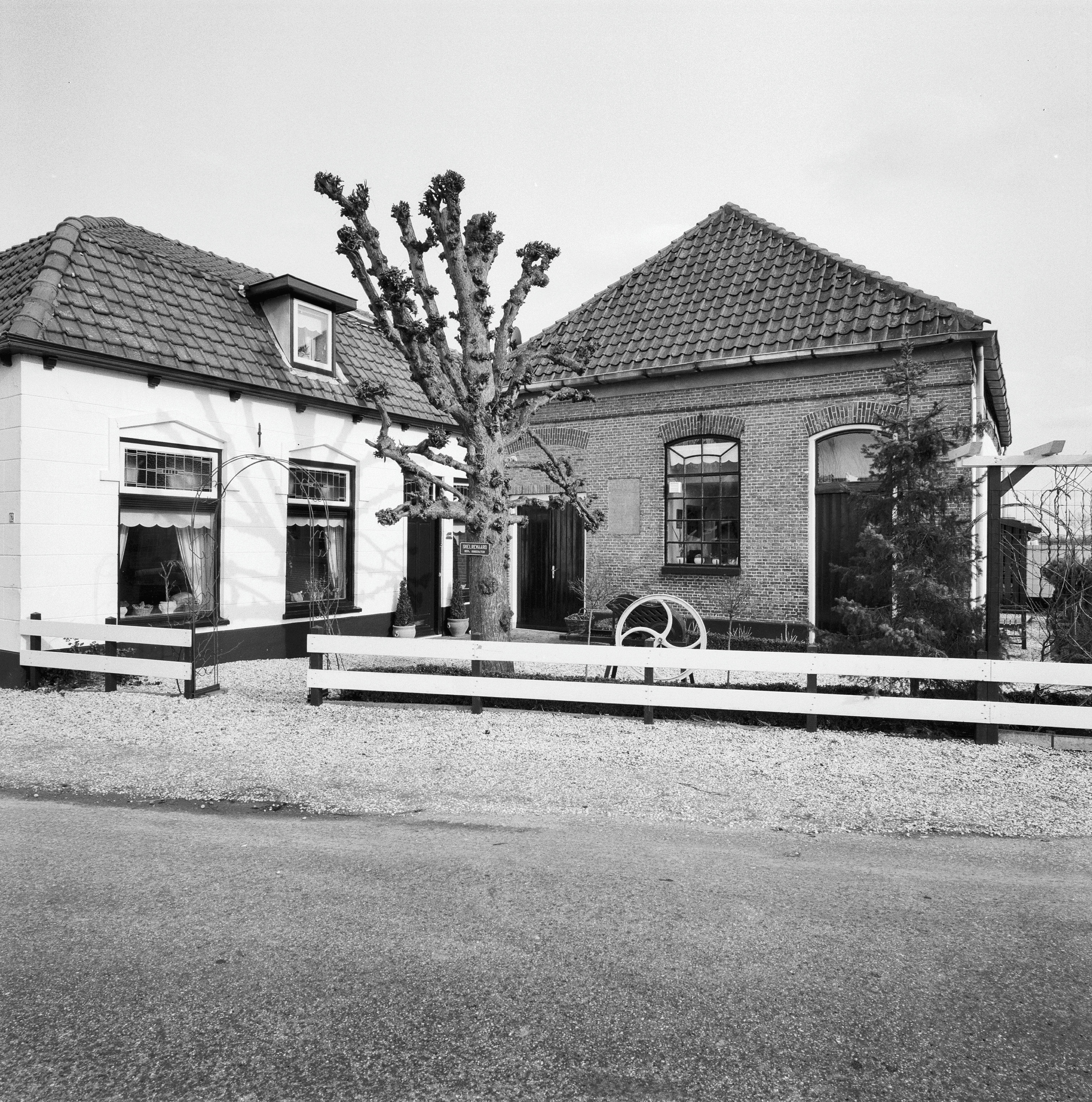
Ферма у Снелреварді